# Расселл (округ, Алабама)
Шаблон:StateAbbr_ 32°17′12″ пн. ш. 85°11′38″ зх. д. / 32.286666666667° пн. ш. 85.193888888889° зх. д.
 Расселл (англ. Russell County) — округ (графство) у штаті Алабама. Ідентифікатор округу 01113.

## Історія
Округ утворений 1832 року.

## Демографія
За даними перепису
2000 року
загальне населення округу становило 49756 осіб, зокрема міського населення було 31895, а сільського — 17861.
Серед мешканців округу чоловіків було 23704, а жінок — 26052. В окрузі було 19741 домогосподарство, 13424 родин, які мешкали в 22831 будинках.
Середній розмір родини становив 3,05.
Віковий розподіл населення поданий у таблиці:
| Стать    | До 15 років | 15-21 | 22-29 | 30-39 | 40-49 | 50-65 | 65-85 | Понад 85 |
| -------- | ----------- | ----- | ----- | ----- | ----- | ----- | ----- | -------- |
| Чоловіки | 5662        | 2413  | 2628  | 3445  | 3449  | 3563  | 2389  | 155      |
| Жінки    | 5321        | 2421  | 2787  | 3626  | 3723  | 4177  | 3482  | 515      |

## Суміжні округи
- Лі — північ
- Маскогі, Джорджія — північний схід
- Чаттагучі, Джорджія — схід
- Стюарт, Джорджія — південний схід
- Барбур — південь
- Буллок — південний захід
- Мейкон — північний захід

## Виноски
1. ↑  American FactFinder. Бюро перепису населення США. Архів оригіналу за 26 лютого 2012. Процитовано 31 січня 2008.